# Combate de Pucarani (1855)
O Combate de Pucarani foi um confronto bélico que aconteceu em 18 de setembro de 1855 na localidade de Pucarani, na atual Província de Los Andes, no Departamento de La Paz, entre as tropas leais ao presidente Jorge Córdova (Exército de Bolívia) comandadas pelo coronel Demetrio Molina contra as tropas rebeldes lideradas pelo general Gregorio Lança que eram a favor de que José María Linares assumisse a presidência da Bolívia.

## Antecedentes
As eleições presidenciais de 1855 tinham como resultado a eleição do presidente Jorge Córdova com uma ampla margem de mais de 9.000 votos. Mas o candidato perdedor, José María Linares, não aceitou sua derrota e começou a conspirar outra vez contra o novo governo.
Em 14 de setembro de 1855, a população de Achacachi (na província de Omasuyos, do Departamento de La Paz) começou uma revolta encabeçada pelo coronel Gregorio Lança, proclamando o advogado José María Linares como vencedor das eleições à presidência da Bolívia. Lança conseguiu reunir mais de 200 homens provenientes de diferentes lugares: Escoma, Sorata e Huaycho (atual Porto Deita).

## Batalha
Após o pronunciamiento geral em Achacachi, os insurgidos dirigiram-se à população de Pucarani e tomaram-na esperando ir até a cidade de La Paz. Imediatamente, o general Demetrio Molina avançou sobre os insurgidos, derrotando-os na localidade com o reforço de uma companhia de soldados chegados de La Paz.
Ao finalizar a batalha, o comandante Demetrio Molina enviou um relato oficial ao Prefeito do Departamento de La Paz, onde relatou o que aconteuceu em 18 de setembro de 1855:
 
"Em 17 de setembro de 1855, às 12 horas, iniciei minha marcha para este cantão (Pucarani) à frente de cem homens de infantaria e vinte homens de cavalaria com o objetivo de atacar o ex-general Gonzalo Lanza que estava à frente de uma coluna de mais de duzentos homens, depois de terem feito declarações a favor do Dr. José María Linares em algumas localidades da Província de Omasuyos e da Província de Larecaja.
Às 4 da manhã do dia 18 de setembro de 1855, e tendo feito uma marcha forçada desde a cidade de La Paz, encontrei-os abrigados nas galerias do cemitério da Igreja de Pucarani, onde opuseram uma forte resistência por mais de trinta minutos; e tendo os atacado com toda determinação, eles tiveram que abandonar apressadamente seus parapeitos.
As perdas de nossa parte foram do bravo sargento-mór Pedro Moscoso e três militares, as baixas foram do comandante titulado José Zapata e de dois membros das tropas. Fizeram prisioneiros o ex-coronel Lorenzo Montalvo, o comandante Casto Carmen Palza, o comandante da guarda nacional Pedro Meave, o adjunto titulado Manuel Vascón, o conterrâneo Andrés Quisbert e alguns indivíduos da tropa; porque os outros foram completamente dispersos (fugindo) deixando todas as suas armas e munições em nossa posse.
Esta província (Omasuyos) permanece na mais perfeita tranquilidade e ordem desde que o governador do coronel da província Félix Eguino está encarregado de preservá-la, para o qual ele tem cinquenta guardas nacionais bem armados e munidos com meia cavalaria, cuja captura é essencial às facções que se dispersaram, pelas medidas que foram tomadas.
Ao recomendar à consideração do Supremo Governo os chefes e funcionários constantes da lista anexa, cumpro o mais estrito dever de justiça; pois todos se destacaram plena e bravamente, defendendo o Soberano Congresso e o governo legal. Por favor, Senhor Ministro, submeta esta parte à consideração do Supremo Governo, aceitando as considerações do meu apreço”.

## Consequências
Em 1858, de seu exílio na cidade de Arequipa, no Peru, o ex-presidente Córdova se refere a este confronto em um manifesto, assinalando o seguinte:
 
"Em setembro de 1855 e apenas um mês depois de minha posse, furioso e sedento de comando, José María Linares estourou, nas províncias de Larecaja e Omasuyos, uma formidável insurreição, extinta com o sangue derramado nos combates de Pucarani e de La Paz , onde se confirma o levante, que cresce, toma forma e se alastra até Coro Coro, liderado por Barra, que locupletado (empoderado) com sua extorsão e depredação dos Mineiros, Tacna é salvo”. O caudilho Lorenzo Montalvo e seus satélites, então condenados à tortura, foram perdoados por mim.
No dia 26 do mesmo mês, Tarija foi deslocado e ali ocorre, inteligência com Linares, o pronunciamento do General Celedonio Ávila. Vários internos foram condenados à morte, inclusive o general Ávila, que também é indultado por mim.